# Walter Loos (SS-Mitglied)
Walter Loos (* 13. Dezember 1892 in Reinsdorf (Sachsen); † nach 1935) war ein deutscher Beamter, der kurzzeitig KZ-Kommandant und danach persönlicher Adjutant des sächsischen Gauleiters und Reichsstatthalters Martin Mutschmann sowie SS-Oberführer und Aufsichtsratsmitglied der Auto Union AG war. 1935 wurde er degradiert und aus der SS und NSDAP ausgeschlossen.

## Leben und Wirken
Walter Loos schlug nach dem Schulbesuch eine Verwaltungslaufbahn ein, trat bei der Kreishauptmannschaft Zwickau in den Staatsdienst und wurde zum Oberregierungsrat befördert.
Loos trat zum 1. Dezember 1929 der NSDAP bei (Mitgliedsnummer 192.343). Zum 1. Oktober 1930 schloss er sich der SS an (SS-Nummer 4.041), wurde im März 1931 zum SS-Sturmführer und im Juni 1931 zum SS-Sturmbannführer ernannt. Am Heiligabend 1932 erfolgte seine Ernennung zum SS-Standartenführer. Als solcher wurde er im März 1933 Kommandant des kurzzeitig im Zwickauer Schloss Osterstein eingerichteten sogenannten Schutzhaftlagers („wildes“ Konzentrationslager).
Im September 1933 trat Walter Loos erstmals an der Seite des sächsischen Gauleiters und Reichsstatthalters Martin Mutschmann als dessen persönlicher Adjutant beim Besuch der NS-Führerschule auf dem sächsischen Jagdschloss Augustusburg in Erscheinung. Fortan begleitete Walter Loos Mutschmann auf vielen öffentlichen Veranstaltungen. Mutschmann und Loos kannten sich aus der gemeinsamen Zeit an der Front im Ersten Weltkrieg.
Im Februar 1934 erhielt Walter Loos einen Platz im Aufsichtsrat der Auto Union Aktiengesellschaft (Chemnitz), als einige führende Vertreter des Unternehmens die Reichskanzlei in Berlin besuchten.
Auf Vermittlung Mutschmanns wurde Walter Loos am 9. November 1934 durch den Reichsführer SS Heinrich Himmler gemeinsam mit dem sächsischen Innenminister Karl Fritsch zum SS-Oberführer ernannt.
Heinrich Himmler war es auch, der Mutschmann am 22. März 1935 über das vermutlich SS-schädigende Benehmen des Oberführers Loos informierte. Ihm wurde Raufen und perverse Handlungen mit einer Dirne vorgeworfen. Mutschmann trennte sich daraufhin sofort von seinem Adjutanten und veranlasste am 28. März 1935 die Degradierung und den Ausschluss von Walter Loos aus der SS und NSDAP.
Walter Loos wurde auch gedrängt, seinen Aufsichtsratsposten bei der Auto Union AG niederzulegen. Sein Nachfolger im Aufsichtsrat wurde 1935 der parteitreue Ministerialrat Curt Lahr.